# Art of Anarchy
Art of Anarchy es un supergrupo integrado por el vocalista de Creed, Scott Stapp, Ron "Bumblefoot" Thal (exguitarrista de Guns N' Roses) y Jon Votta en guitarra y bajo, respectivamente, y John Moyer (actualmente en Disturbed, y Vince Votta como batería. En 2016, Scott Stapp toma el lugar de Scott Weiland (vocalista de Stone Temple Pilots y Velvet Revolver), quien había fallecido el 3 de diciembre de 2015.

## Historia

### Era de Weiland (2011-2015)
Los orígenes de la banda provienen de una amistad entre Bumblefoot y los hermanos Votta que se remonta a muchos años. Jon Votta y Bumblefoot hablaron de unir a una banda. Finalmente se completó cuando John Moyer se unió a la banda. El nombre de la banda fue creado por Vince Votta.
La banda comenzó en 2011, con Bumblefoot comenzó a grabar piezas para el primer álbum entre la gira con Guns N 'Roses. Weiland escribió y grabó las voces después de compartir los archivos de canciones de ida y vuelta con Bumblefoot de 2012 a 2013. Weiland también tuvo lugar en sesiones de fotos promocionales y videos musicales en octubre de 2014.
El primer álbum Art of Anarchy salió a la venta el 2 de junio de 2015.
El 3 de diciembre de 2015, Scott Weiland fue encontrado muerto en su autobús turístico alrededor de las 9PM, un día antes de que fuera a subir al escenario en Minnesota con su banda The Wildabouts.. El 22 de diciembre de 2015, "En memoria de Scott Weiland ...", Art of Anarchy hizo su álbum disponible en línea gratis para sus fanes.

### Era de Stapp (2016)
El 3 de mayo de 2016, el cantante de Creed, Scott Stapp, anunció que sustituirá a Scott Weiland como cantante principal de Art of Anarchy.
En julio de 2016, Scott Stapp dijo que debutaría con el grupo como su nuevo cantante en octubre de ese mismo año y que un nuevo álbum sería lanzado en 2017. "Es una mezcla perfecta de todas las bandas de cada miembro ha venido. Como Disturbed mete a Guns N 'Roses, conoce a Creed".
El primer sencillo de su segundo álbum de estudio se llama "The Madness" y su debut en vivo con Scott Stapp como su vocalista, tuvo lugar en Gramercy Theatre en Nueva York el 27 de octubre de 2016. El segundo álbum de la banda y primero con Stapp como Vocalista, también llamado The Madness fue lanzado el 24 de marzo de 2017.
En febrero de 2018, Jon y Vincent Votta pusieron una querella a la Corte Suprema de Nueva York contra el cantante Scott Stapp. La demanda de $1.2 millones alega que Stapp no cumplió con su contrato en la banda citando que no había tocado con la banda en giras y conciertos pactados, además de perderse sesiones fotográficas y grabaciones videos promocionales además de otros eventos para promover The Madness. La banda dice haber pagado a Stapp $200,000 por sus servicios en lo que dicen que el no cumplía los requerimientos de los cuales resultaron en la pérdida del contrato con el sello discográfico. Aunque el contrato con la banda no le prohibía de ir en giras como solista, la banda siente que “Si Stapp se dedicara así mismo a Art Of Anarchy con el mismo fervor que dedicaba a su carrera solista, Art Of Anarchy pudo haber tenido una exitosa gira y su contrato discográfico no hubiera sido terminado”. Stapp ha realizado 80 conciertos en solitario, comparado con 18 con Art of Anarchy desde que el álbum The Madness ha sido lanzado.

## Miembros
| - Jeff Scott Soto — voces (2021-presente) - Ron "Bumblefoot" Thal — guitarras, coros (2011-presente) - Jon Votta — guitarras, coros (2011-presente) - John Moyer — bajo (2011-presente) - Vince Votta — batería (2011-presente) | - Scott Weiland † — voces (2011-2015) |

## Discografía

### Álbumes
- Art of Anarchy (2 de junio de 2015)
- The Madness (24 de marzo de 2017)